# Eccellenza Umbria 1992-1993
Il campionato italiano di calcio di Eccellenza regionale 1992-1993 è il secondo organizzato in Italia. Rappresenta il sesto livello del calcio italiano ed il maggiore in ambito regionale.
Questo è il girone unico organizzato dal Comitato Regionale dell'Umbria.

## Stagione

### Aggiornamenti
Cambio di denominazione:
- da Dinamo Borgo Bovio a Dinamo Terni

## Squadre Partecipanti
| Squadra           | Città (provincia)            | Stagione 1991-92                                |
| ----------------- | ---------------------------- | ----------------------------------------------- |
| Amerina           | Amelia (TR)                  | 13° in Eccellenza Umbria                        |
| Città di Castello | Città di Castello (PG)       | 15º nel Campionato Interregionale/E, retrocesso |
| Dinamo Terni      | Terni                        | 2° in Eccellenza Umbria                         |
| Deruta            | Deruta (PG)                  | 12° in Eccellenza Umbria                        |
| La Castellana     | Bruna di Castel Ritaldi (PG) | 10° in Eccellenza Umbria                        |
| Narnese           | Narni (TR)                   | 16º nel Campionato Interregionale/E, retrocessa |
| Nestor            | Marsciano (PG)               | 2° in Promozione Umbria, ripescata              |
| Nuova Spoleto     | Spoleto (PG)                 | 8° in Eccellenza Umbria                         |
| Ortana            | Orte (VT)                    | 6° in Eccellenza Umbria                         |
| Pianello          | Pianello di Perugia          | 9° in Eccellenza Umbria                         |
| Pievese           | Città della Pieve (PG)       | 11° in Eccellenza Umbria                        |
| Sansepolcro       | Sansepolcro (AR)             | 1°in Promozione Umbria, promosso                |
| San Sisto         | San Sisto di Perugia         | 3° in Eccellenza Umbria                         |
| Tiberis           | Umbertide (PG)               | 5° in Eccellenza Umbria                         |
| Torgiano          | Torgiano (PG)                | 7° in Eccellenza Umbria                         |
| Valfabbrica       | Valfabbrica (PG)             | 4° in Eccellenza Umbria                         |

## Classifica finale
|  | Pos. | Squadra           | Pt | G  | V  | N  | P  | GF | GS | DR  |
|  | ---- | ----------------- | -- | -- | -- | -- | -- | -- | -- | --- |
|  | 1.   | Città di Castello | 48 | 30 | 21 | 6  | 3  | 53 | 19 | +34 |
|  | 2.   | Narnese           | 47 | 30 | 20 | 7  | 3  | 60 | 13 | +47 |
|  | 3.   | Dinamo Terni      | 36 | 30 | 10 | 16 | 4  | 37 | 29 | +8  |
|  | 4.   | Nestor            | 34 | 30 | 14 | 6  | 10 | 41 | 34 | +7  |
|  | 5.   | Torgiano          | 31 | 30 | 9  | 13 | 8  | 23 | 24 | -1  |
|  | 6.   | Sansepolcro       | 29 | 30 | 11 | 7  | 12 | 35 | 32 | +3  |
|  | 7.   | Deruta            | 29 | 30 | 9  | 11 | 10 | 27 | 24 | +3  |
|  | 8.   | San Sisto         | 29 | 30 | 8  | 13 | 9  | 33 | 34 | -1  |
|  | 9.   | Pievese           | 27 | 30 | 6  | 15 | 9  | 26 | 27 | -1  |
|  | 10.  | Valfabbrica       | 26 | 30 | 6  | 14 | 10 | 26 | 32 | -6  |
|  | 11.  | Tiberis           | 26 | 30 | 3  | 20 | 7  | 17 | 26 | -9  |
|  | 12.  | Ortana            | 26 | 30 | 8  | 10 | 12 | 27 | 39 | -12 |
|  | 13.  | La Castellana     | 25 | 30 | 5  | 15 | 10 | 26 | 36 | -10 |
|  | 14.  | Amerina           | 24 | 30 | 8  | 8  | 14 | 31 | 53 | -22 |
|  | 15.  | Nuova Spoleto     | 22 | 30 | 4  | 14 | 12 | 20 | 40 | -20 |
|  | 16.  | Pianello          | 21 | 30 | 5  | 11 | 14 | 20 | 40 | -20 |

Legenda:

      Promossa nel Campionato Nazionale Dilettanti 1993-1994.
      Retrocessa in Promozione Umbria 1993-1994.
Regolamento:

Due punti a vittoria, uno a pareggio, zero a sconfitta.
A parità di punteggio valevano gli scontri diretti. In caso di pari merito in zona promozione e/o retrocessione si doveva giocare una gara di spareggio.
Note:

La Narnese è stata poi ripescata nel Campionato Nazionale Dilettanti.
L'Amerina è stata successivamente riammessa a completamento dell'organico.